# Ayrens
Ayrens é uma comuna francesa na região administrativa de Auvérnia-Ródano-Alpes, no departamento de Cantal. Estende-se por uma área de 25,95 km². Em 2010 a comuna tinha 655 habitantes (densidade: 25,2 hab./km²).